# Zindy, el niño de los pantanos
Zindy, el niño de los pantanos (en ingles Zindy the Swamp Boy) es una película mexicana de 1973 dirigida por René Cardona Jr. Esta protagonizada por René Cardona III y René Cardona.  Filmada en locaciones de Florida, Estados Unidos, Islas Caiman y Ciudad de Guatemala.

## Trama
Zindy (René Cardona III) vive en el pantano con su abuelo (René Cardona). Tienen una gran vida llena de aventuras: cazar pavos, luchar contra cocodrilos, nadar en el río y cazar un puma, por nombrar sólo algunas.  Pero no es la vida que el abuelo habría elegido para Zindy.  Pero como lo buscan por asesinato (justificado), se ve obligado a criar a su nieto en reclusión. En un viaje al pueblo más cercano en busca de suministros, el abuelo no regresa y Zindy se queda solo.  Su único compañero es su chimpancé, Toribio.

## Reparto
- René Cardona III como Zindy
- Lindy Fields como Anita
- Chucho-Chucho como Toribio (chimpancé)
- René Barrera como Sebastián
- Gloria Chávez como Sra. Subiyaga
- Arturo Soto Echeverría
- René Garcia como el Comisario
- Armando Hernández como Pistolero
- Rubén Castillo como Joaquín
- Alfonso Milian como Peón
- René Cardona como Abuelo de Zindy
- René Figueroa como Ramón Marcos